# Rembertiring

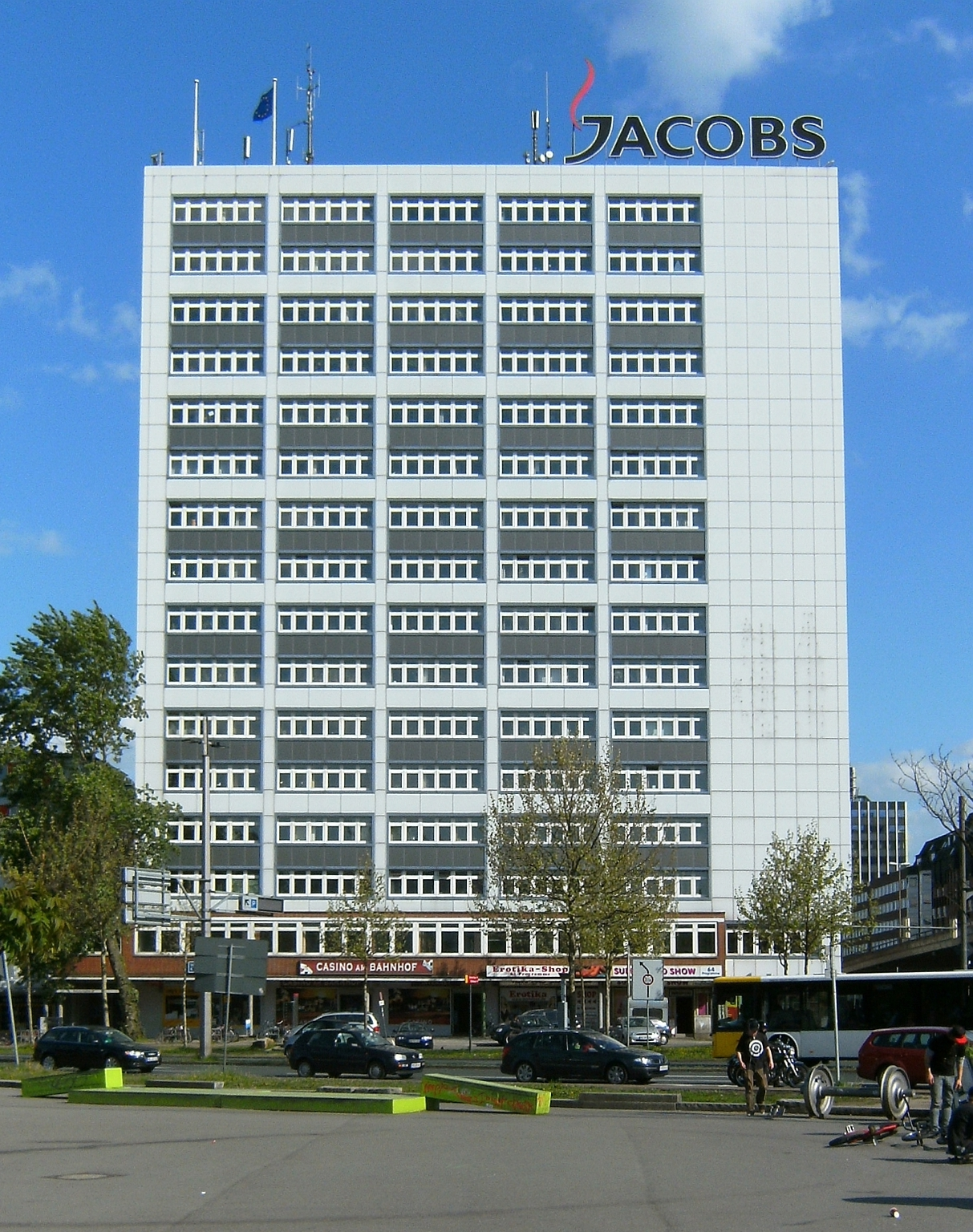
Tivolihochhaus; rechts Breitenweg und Rembertiring

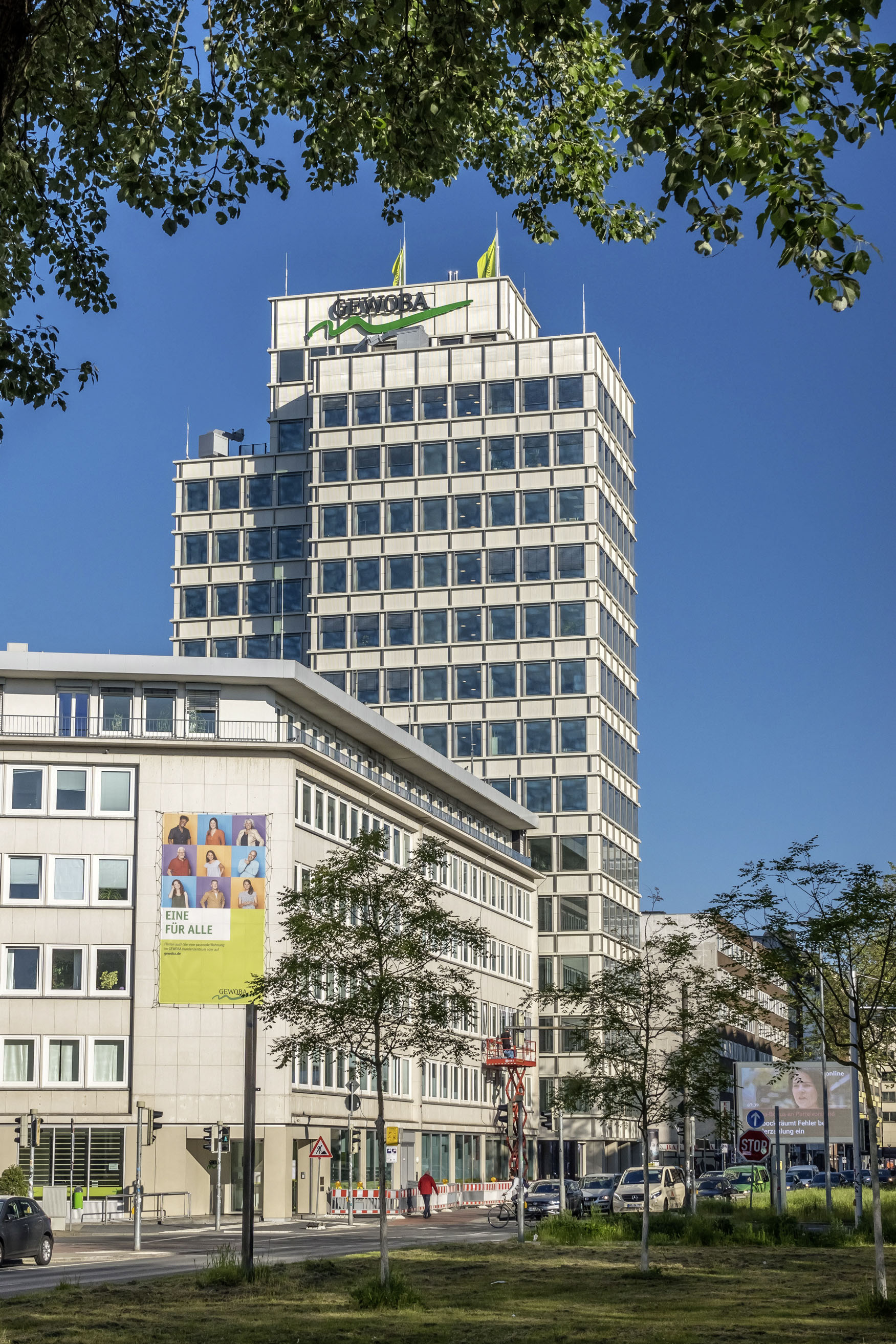
Gewoba-Hochhaus nach 2020

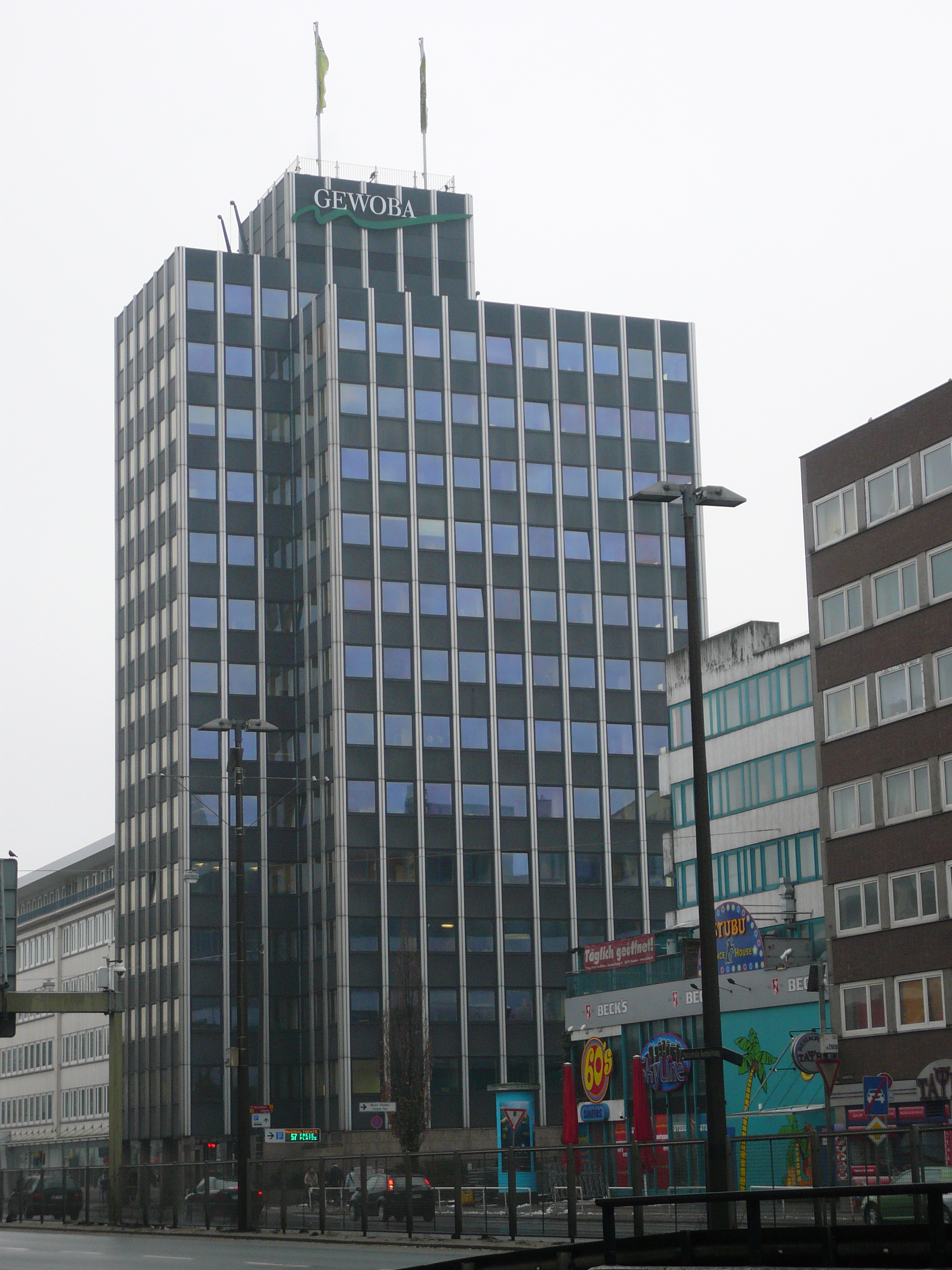
Gewoba-Hochhaus von 1969/70 vor der Sanierung

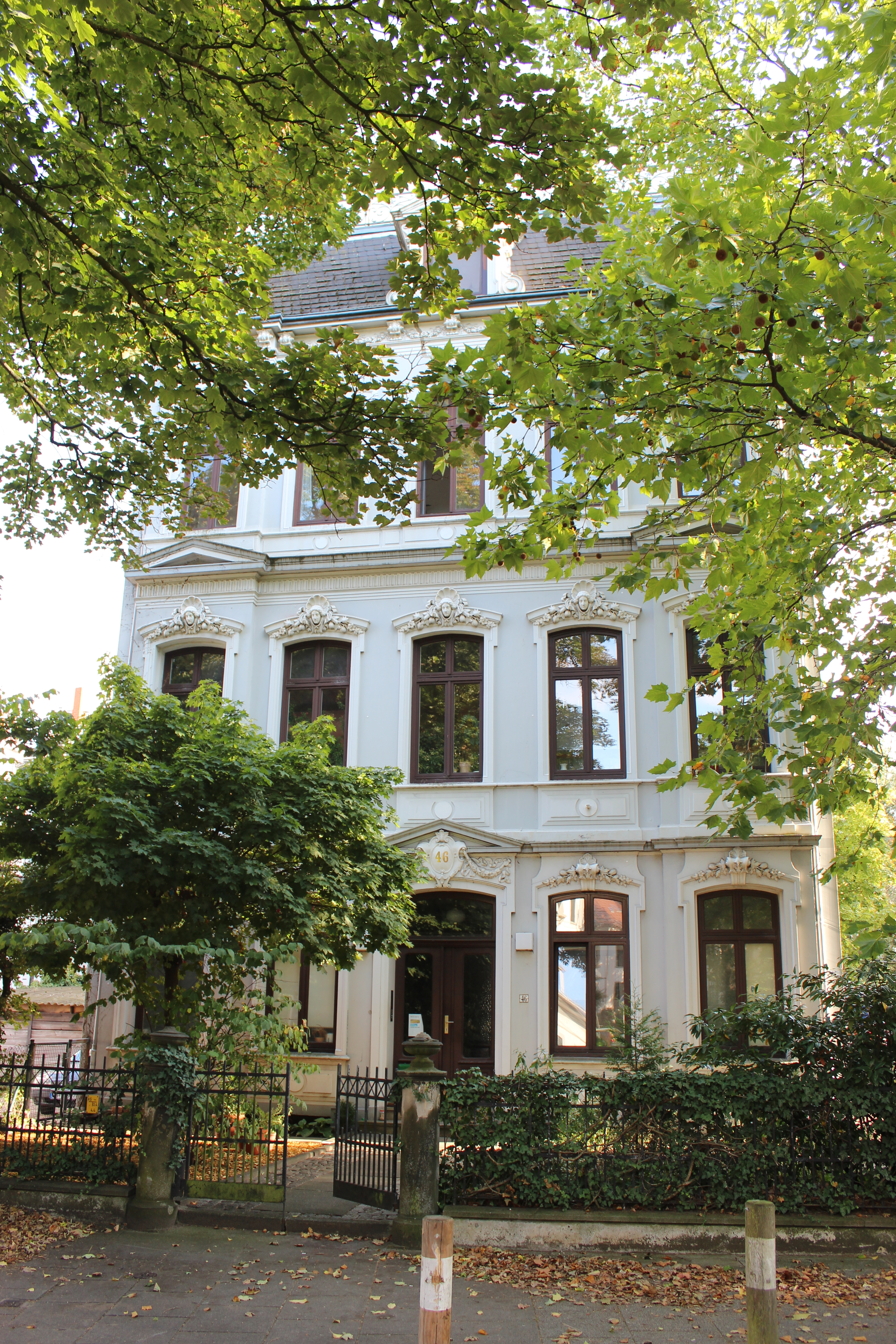
Nr. 46: Ehem. St. Remberti, Schwestern- und Gemeindehaus, heute Wohnhaus

Der Rembertiring ist eine zentrale überregionale Durchgangsstraße in Bremen, Stadtteil Mitte, Ortsteile Bahnhofsvorstadt und Ostertor. Er führt in West-Ost-Richtung vom Breitenweg und seiner Hochstraße zum Ring mit den Anschlussstraßen Salvador-Allende-Straße, Auf den Häfen, Eduard-Grunow-Straße und Ernst-Glässel-Straße.
Die Querstraßen und die Anschlussstraßen wurden benannt u. a. als Breitenweg als eine besonders breite Straße; Herdentorsteinweg nach dem Weg für die Viehherden aus dem Altstadtbereich zur Bürgerweide; Bahnhofsplatz nach dem Bremer Hauptbahnhof; Auf der Brake nach einer Brake als Auskolkung bei einem Deichbruch; Zugang zur Schillerstraße; Durchgang zur Löningstraße, 1853 nach dem Kaufmann und Bürgerparkvereinsvorsitzenden Justin Löning; Rembertistraße (s. unten); Hoppenbank nach einem Lagerhaus oder -fläche für Hopfen; Fedelhören als Vedelhorne nach dem Gewässer Widel und  dem niederdeutschen horn für Ecke; Am Staatsarchiv nach dem Bremer Staatsarchiv; Salvador-Allende-Straße nach dem chilenischen Präsidenten; Meinkenstraße, 1344 als Meyenstrate beim Meinkeschen Hof angelegt; Auf den Häfen für Auf’n Hoeben (1757) nach dem Anlegeort für Lastkähne aus dem Blockland und dem Moor; Eduard-Grunow-Straße nach dem Präsidenten der Behörde für Verkehr; Ernst-Glässel-Straße nach dem Reedereidirektor der Roland-Linie.

## Geschichte

### Name
Der Rembertiring erhielt 1961 den Namen nach dem Bremer Erzbischof Rimbert (um 830–888); die zweite St.-Remberti-Kirche stand ab 1596 beim Hospital des St.-Remberti-Stifts und die fünfte Rembertikirche in Bremen-Schwachhausen. 
Beim Bau des Rembertiringes wurde ein kurzes, etwa hundert Meter langes Teilstück der vorherigen Straße „Rembertikirchhof“ einbezogen. 

### Entwicklung
Die Rembertivorstadt entstand im 13. Jahrhundert. Durch den Bau des Bremer Hauptbahnhofs (1847 bzw. 1889) und der Entwicklung der Bahnhofsvorstadt entstanden im westlichen Bereich größere Häuser, typische Bebauung wurde das Bremer Haus. Im Zweiten Weltkrieg wurden hier eine Reihe der Gebäude zerstört oder beschädigt.
Beim Wiederaufbau bedurfte es für das gestiegene Verkehrsaufkommen den Ausbau des Straßennetzes. Die Planer entschieden sich in den 1950er Jahren bis Anfang 1960 für den überörtlichen Regionalverkehr, einen Ring (Tangentenviereck) um die Alt- und die Neustadt zu führen. Die Straße sollte auch durch das von Zerstörungen kaum betroffene Ostertorviertel führen und vom Rembertikreisel aus, entlang der erhaltenen Mozartstraße zur und über die Weser führen, durch den Ortsteil Buntentor (Kirchweg) zur Neuenlander Straße.
Vor dem Bahnhof entstand 1968/69 eine Hochstraße über dem Breitenweg. Der Ausbau des Ringes als Rembertiring folgte von 1962 bis vor 1970 mit der Anbindung der Stadtteile Schwachhausen und Vahr bis zur Autobahn A 28. Im November 1971 konkretisierte sich die Planung Richtung Weser.
Durch den Kampf der Bewohner in der Altstadt, aber auch der im Buntentor gegen die Mozarttrasse konnte dieser Teil der Trasse ab November 1973 nicht realisiert werden. Der Rembertiring verblieb als Torso in seiner Form, trotz Plänen für eine Umgestaltung im Ringbereich.
Das Tivolihochhaus und das Siemens-Hochhaus entstanden um 1961 bis 1962 sowie eine Hochgarage. 1972 baute die Neue Heimat, vorher und später Gewoba, ihr Bürohochhaus am Rembertiring. Die weiteren fünf- bis sechsgeschossigen Gebäude entstanden danach.

### Verkehr
Von September 1910 bis Dezember 1911 verkehrte die Parkbahn auf dem Remberting.
Die Straße ist heute eine vierspurige Durchgangsstraße. Die Hochstraße Breitenweg führt ab etwa Nr. 16 nach Westen (Walle und zur Bundesstraße 75), nach Bremen-Huchting sowie Richtung Delmenhorst.

## Gebäude und Anlagen
Zumeist Geschäfts- und Bürohäuser:
Nordseite:
- Nr. 2: 16-geschossiges Tivolihochhaus von 1962 nach Plänen von Max Säume und Morschel, Henke und Hodde mit Büronutzungen, Sozialdiensten und Geschäften
- Nr. 8–12: 8-gesch. Bürohaus vom November 1967 nach Plänen der Bremer Hochbau GmbH für die senatorische Bildungsbehörde Bremen
- Nr. 14/16: 14-gesch. Wohn- und Geschäftshaus von etwa 1966 der Bremer Hochbau mit Restaurant
- Durchgang zur Löningstraße

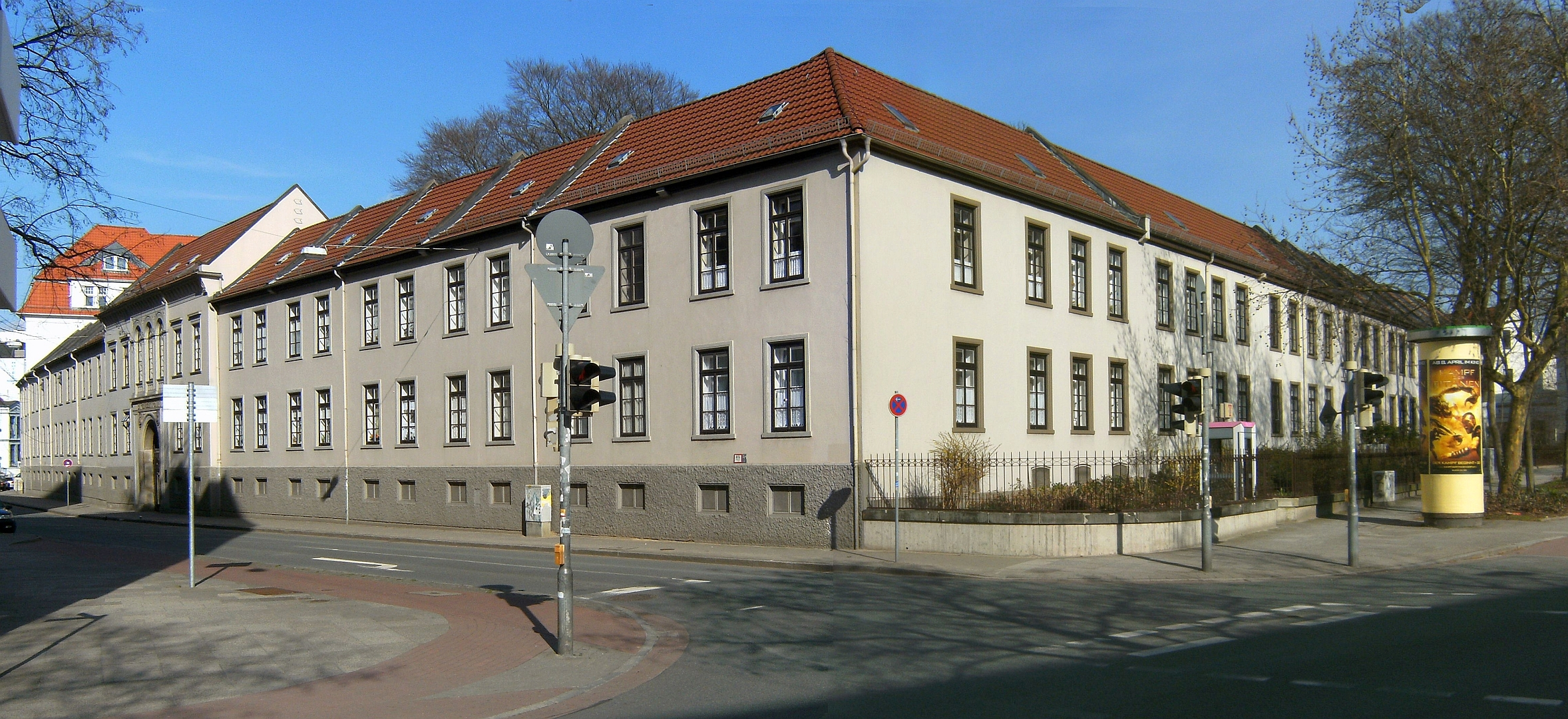
St.-Remberti-Stift, Ecke Rembertistraße und ehemaliger Rembertikirchhof

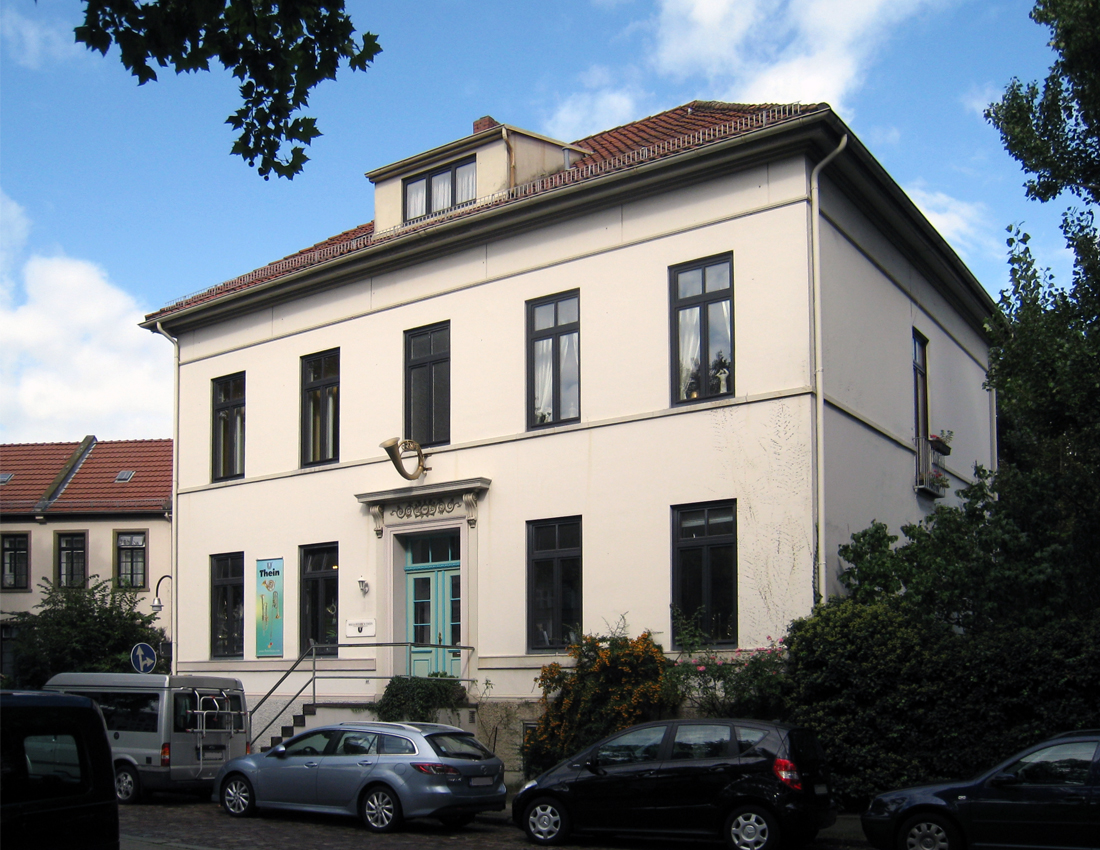
Nr. 40: Gebäude von um 1834

- Nr. 24: 11-gesch. Wohnhaus, 1971 als privates Studentenwohnheim gebaut und nach Konkurs von 1986 als Appartementhaus weiter genutzt; Restaurant
- Nr. 26: 6-gesch. Bürohaus
- Rembertistr. Nr. 27: 2-gesch. Häuser vom St.-Remberti-Stift, eine denkmalgeschützte Altenwohnanlage mit Pflegeheim; 1846 von Diedrich Christian Rutenberg, Erweiterungen 1856, 1870, Schloss 1878 von Heinrich Flügel, Kaiserhaus 1907 von Gildemeister & Sunkel.[2]
- Nr. 40: 2-gesch. Pastorenhaus von um 1834 nach Plänen von Johann Hinrich Schröder mit Walmdach[3]
- Nr. 46: 3-gesch. Wohnhaus seit 2018, früher St. Remberti, Schwestern- und Gemeindehaus von um 1860 nach Plänen von Heinrich Müller und Maurermeister D. H. Kahrs

Südseite:

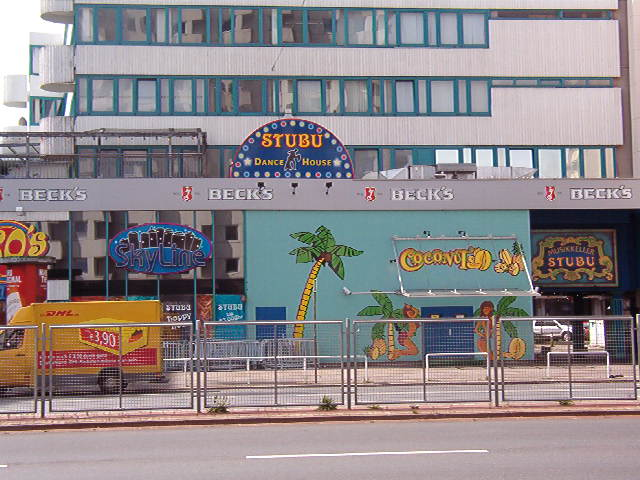
StuBu 2007

- Ecke Herdentorsteinweg: 6-gesch. Parkhaus Herdentor von 1963 mit 350 Plätzen, Diskothek, das ehem. StuBu war hier von 1986 bis in die 2010er Jahre, zeitweise geschlossen
- Nr. 9: 5-/6-gesch. Büro- und Geschäftshaus mit Restaurant
- Nr. 19: 5-/6-gesch. Büro- und Geschäftshaus
- Nr. 1: 13-/14-/15-gesch. Bürohochhaus der Gewoba von 1969/70 nach Plänen von Martin Zill mit Alu-Fassade, 2018–20 modernisiert mit neuer Keramik-Fassade sowie neuer 3-gesch. Anbau nach Plänen von Jörg Springer (Berlin), Durchführung Westphal Architekten (Bremen).
- Nr. 25/27: 5-gesch. Gebäude mit Staffelgeschoss als Bürohaus u. a. der Gewoba und Geschäftshaus
- Rembertistr. Nr. 16: 5-gesch. Gebäude
- Nr. 39: 5-gesch. Gebäude mit Staffelgeschoss mit dem Sozialzentrum Mitte/Östl. Vorstadt/Findorff
- Fedelhören Nr. 87a: 4-gesch. Eckhaus als Geschäfts- und Wohnhaus von um 1900 mit markantem Erker
- Fedelhören, Ecke Rembertiring: 3-/4-gesch. Apartment-Hotel und 3-gesch. Wohn- und Geschäftshaus von um 1900
- Nr. 49: 5-gesch. Wohn-, Büro- und Geschäftshaus
- Nr. 51: 4- und 6-gesch. Hotel und Restaurant
- Nr. 53–59: 4-gesch. Wohnhaus in L-Form
- Nr. 61–67: 3-gesch. Wohnhausanlage
- Kleine Meinkenstraße: Michael-Kirche der Christengemeinschaft nach Plänen von Siegried Köhl 1984 gebaut